# ناحية قشلاق دشت
ناحية قشلاق داشت (بالفارسية: بخش قشلاق دشت) هي ناحية في مقاطعة بيله سوار التابعة لمحافظة أردبيل في إيران. في تعداد عام 2006، كان عدد سكانها 24,685 نسمة في 5,262 عائلة. فيها مدينة واحدة: جعفر أباد (إيران). وقسمان ريفيان: قسم قشلاق الجنوبي الريفي وقسم قشلاق الشرقي الريفي.